# Кодерсдорф
Кодерсдорф (нім. Kodersdorf) — громада в Німеччині, розташована в землі Саксонія. Входить до складу району Герліц.
Площа — 42,27 км2. Населення становить 2387 ос. (станом на 31 грудня 2020).

## Адміністративний поділ
Громада підрозділяється на 3 сільські округи.

## Галерея

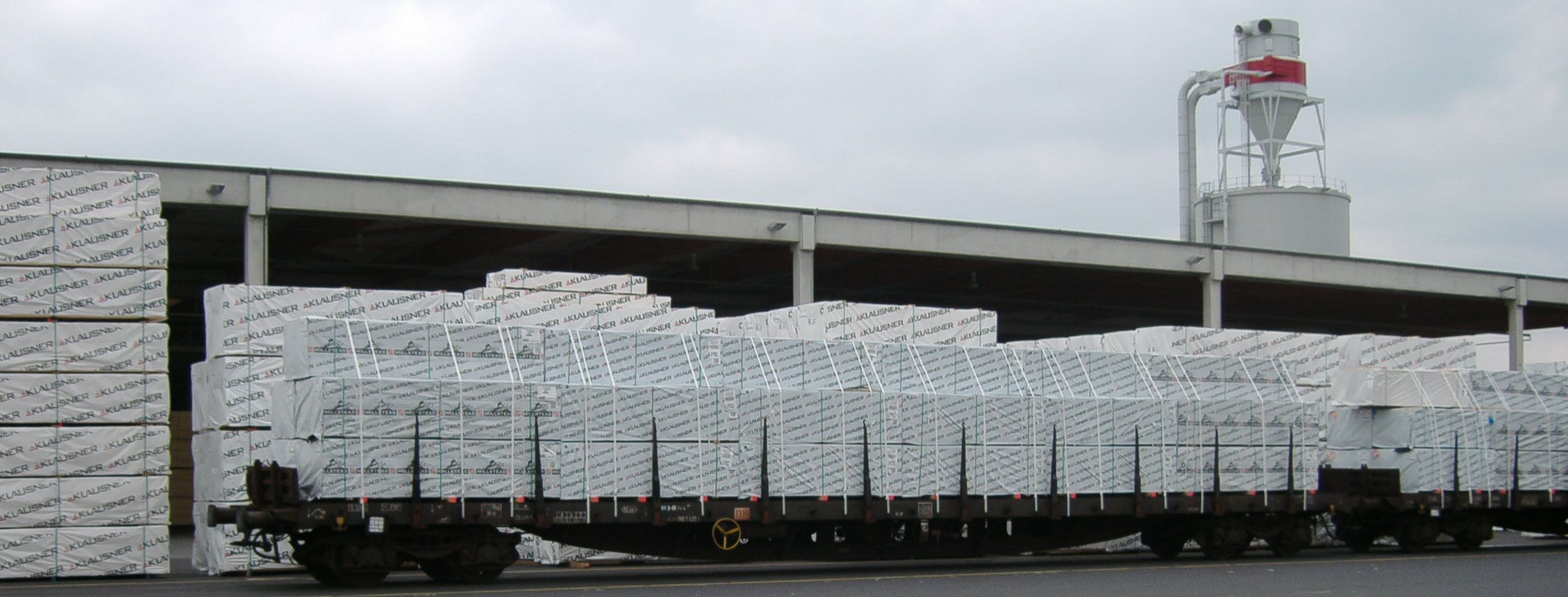
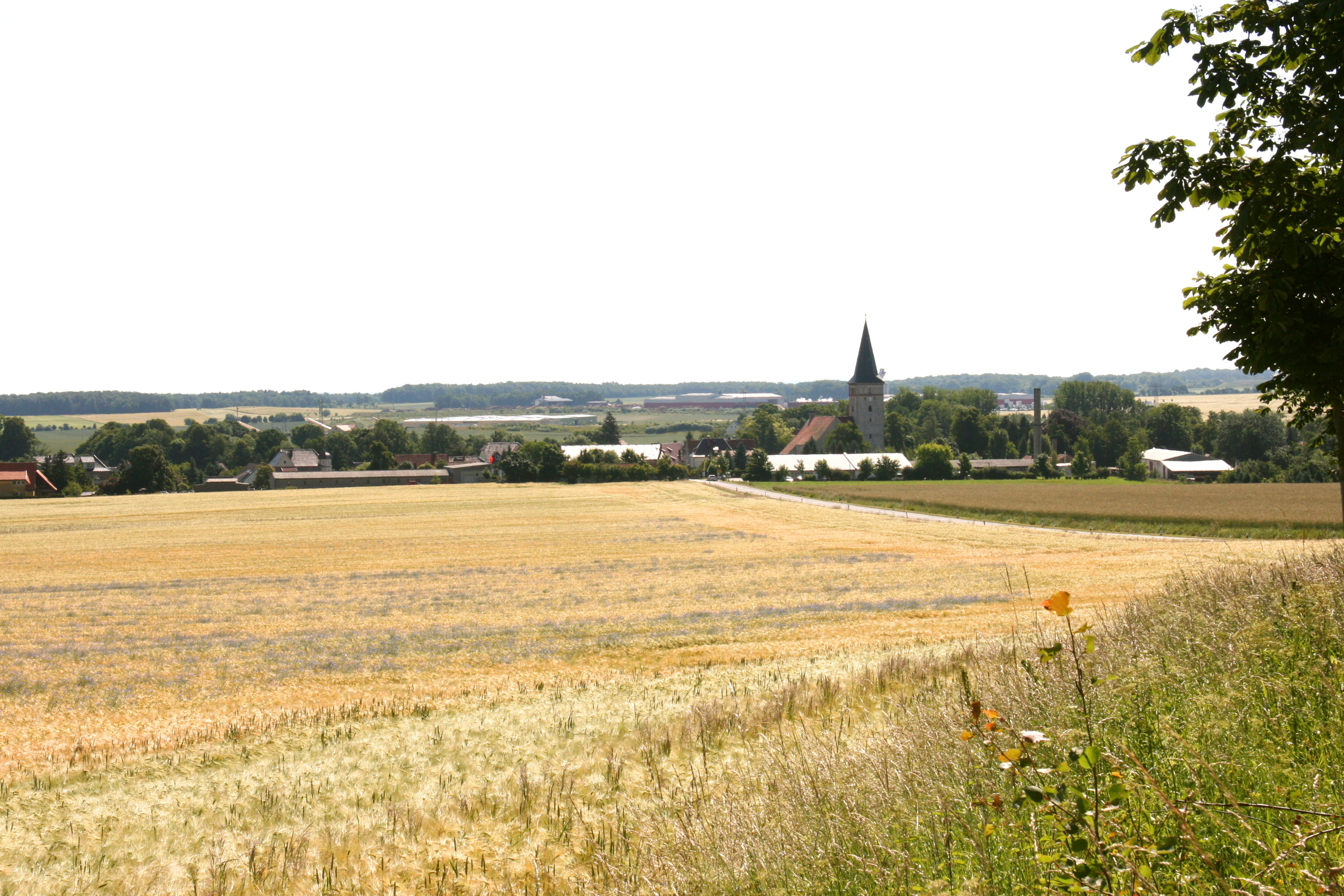
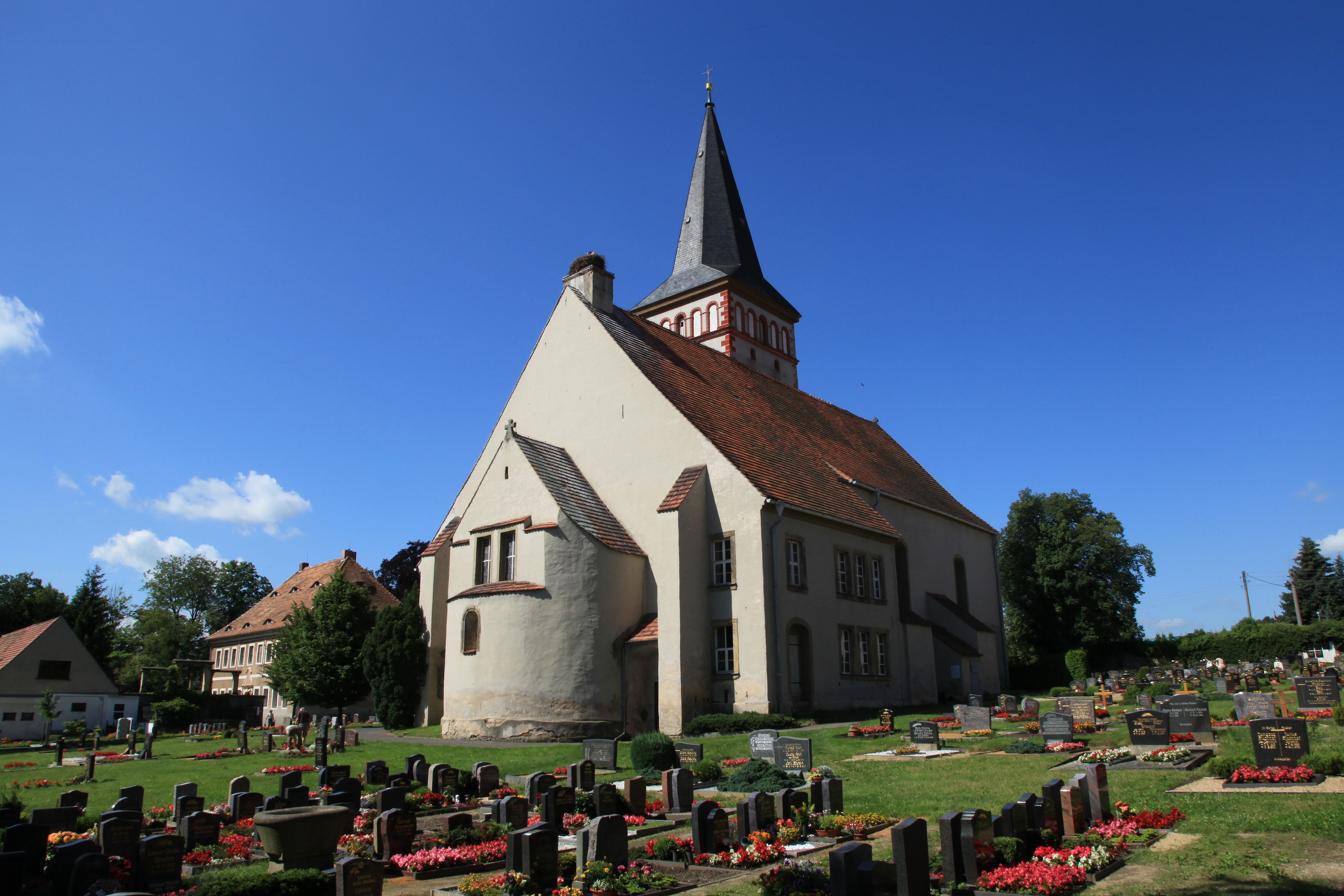